# میرساد فازلاگیچ
میرساد فازلاگیچ (انگلیسی: Mirsad Fazlagić؛ زادهٔ ۴ آوریل ۱۹۴۳) بازیکن فوتبال اهل یوگسلاوی بود.
از باشگاه‌هایی که در آن بازی کرده‌است می‌توان به باشگاه فوتبال بوراتس بانیا لوکا، باشگاه فوتبال ژلیزنیچار سارایوو، و باشگاه فوتبال سارایوو اشاره کرد.
وی همچنین در تیم ملی فوتبال یوگسلاوی بازی کرده‌است.
وی در مسابقات کشوری و بین‌المللی در مجموع برندهٔ ۱ مدال نقره شده‌است.